# Southpaw
Southpaw (engl. für Rechtsausleger oder wörtlich Südpfote) ist ein US-amerikanischer Boxerfilm aus dem Jahr 2015. Regie führte Antoine Fuqua, das Drehbuch schrieb Kurt Sutter. Premiere feierte der Film am 15. Juni 2015 beim Internationalen Filmfestival Shanghai. Er wurde am 24. Juli 2015 in den US-amerikanischen Kinos veröffentlicht und kam am 20. August 2015 im Verleih von Tobis Film in die deutschen Kinos. Die Musik zum Film ist eine der letzten Arbeiten von James Horner vor dem Tod des Komponisten sowie eine der drei posthumen Veröffentlichungen mit seiner Musik. Zudem sind der Film und das Score-Album seinem Andenken gewidmet.

## Handlung
Billy „The Great“ Hope ist amtierender Halbschwergewichts-Champion und hat alles: Ruhm, Geld und eine wunderbare Familie. Seine schwere Jugend verbrachte er größtenteils in Kinderheimen, ein Schicksal, das er mit seiner Frau Maureen teilt. Nachdem Hope zum vierten Mal erfolgreich den Weltmeistertitel verteidigt hat, beginnt seine Frau, die über den neugewonnenen Luxus und das Wohl der Familie wacht, sich Sorgen um die Gesundheit ihres Mannes zu machen, der mehr und mehr harte Schläge einstecken muss. Gegen den Willen seines Managers Jordan Mains verordnet sie ihm eine einjährige Kampfpause. Doch dann kommt seine Frau Maureen bei einem tragischen Zwischenfall, als er sich mit dem Boxer Miguel „Magic“ Escobar prügelt, ums Leben, worauf Hope den Boden unter den Füßen verliert. Zudem lässt ihn auch sein egozentrischer Manager Jordan, der eigentlich ein enger Freund ist, fallen, weil ihm durch Billys Pause ein 30-Millionen-Dollar-Angebot durch die Lappen ging. Hope beginnt zu trinken, wird gewalttätig und verliert sein Vermögen. Dann nimmt ihm auch noch das Jugendamt seine Tochter Leila weg, und bringt sie vorerst in einem Heim unter.
Auf dem Tiefpunkt angekommen, wendet Hope sich daraufhin an den Trainer Tick Wills, der ihm helfen soll, seine Boxkarriere fortzusetzen. Zwar hat der Ex-Profitrainer selbst ein Alkoholproblem, jedoch unterstützt er ihn in seinem Kampf zurück in ein geregeltes Leben. Während Hope für ein professionelles Comeback im Ring trainiert, kämpft er auch um das Sorgerecht für seine Tochter, die sich bei seinen Besuchen im Heim immer mehr vom Vater distanziert. Um die strengen Auflagen des Gerichts zu erfüllen, sucht sich Hope eine Wohnung und bringt den Nachweis, dass er einer geregelten Arbeit nachgeht. Durch das harte Training, die Hilfe durch Tick sowie den starken Willen, seine Tochter zurückzugewinnen, schafft es Hope, sein Leben wieder in den Griff zu bekommen. Er erhält zudem die Chance, bei einem Showkampf für einen wohltätigen Zweck zu boxen, den er auch für sich entscheiden kann. Diesem Kampf wohnt sein ehemaliger Manager Jordan Mains bei, der ihm danach das Angebot macht, um den Titel gegen Miguel Escobar zu boxen. Hope bittet Tick dabei um Hilfe, weil er nur mit ihm den Kampf gewinnen kann. Tick willigt zögerlich ein und bereitet Hope mit einem harten Training auf den Kampf vor. Obwohl Hope als Boxer ein Normalausleger (Linksauslage) ist, zeigt ihm Wills dennoch, wie er in die Rechtsauslage (Southpaw) wechseln kann, um ihm damit im Ring bei einem finalen Schlag gegen seinen Gegner einen taktischen Vorteil zu verschaffen. Nach einiger Zeit gelingt es Hope zudem, das Sorgerecht für Leila zurückzubekommen. Leila und Hope wohnen nun gemeinsam in seiner kleinen bescheidenen Wohnung und kommen sich langsam wieder näher.
Nach Wochen des harten Trainings kommt es nun zum Kampf zwischen Escobar und Hope. Dabei scheint es zunächst, als sei Hope dem amtierenden Champion Escobar unterlegen, der die ersten Runden für sich entscheiden kann. Hope kann sich jedoch besinnen und das Blatt wenden. In der letzten Minute erinnert er sich an die Worte seines Trainers, in die „Southpaw“ Stellung zu wechseln und den Champion mit einem finalen linken Aufwärtshaken auf den Boden zu schicken. Miguel Escobar schafft es aufzustehen, bevor der Ringrichter ihn auszählen kann und wird vom Schlussgong gerettet. Durch die finale Punktrichterentscheidung „Split Decision“, wonach ein Punktrichter sich für Escobar entscheidet und die anderen beiden Hope vorn sehen, kann Hope den Kampf für sich entscheiden und erhält seinen Titel zurück. Er ist damit der neue amtierende Weltmeister im Halbschwergewicht. In der Umkleidekabine überreicht Hope den Meistergürtel Trainer Tick und umarmt seine Tochter, die den Kampf in der Umkleidekabine vor dem Bildschirm verfolgen konnte.

## Hintergrund

### Finanzierung
Laut Bloomberg ist Southpaw der erste US-amerikanische Film, dessen Produktionskosten (30 Mio. US-Dollar) komplett von einem chinesischen Geldgeber (Wanda Pictures) finanziert wurden. Filmmarktexperten erkennen hierin einen neuen Trend, dass Hollywood-Produzenten zunehmend Filme auch für den chinesischen Filmmarkt attraktiv machen wollen, da der US-amerikanische Markt nicht mehr ausbaufähig ist und der chinesische Kinomarkt den US-Markt bald überflügeln wird. Southpaw ist auch ein Paradebeispiel für den Versuch, filmpolitische Regelungen in China zur Quotierung ausländischer Filme (34 pro Jahr pro Theater) auszuhebeln, weil eine Finanzierung durch chinesische Gesellschaften einen Film von diesen gesetzlichen Bestimmungen ausnimmt.

### Besetzung
Am 6. März 2014 bestätigte Antoine Fuqua, dass Jake Gyllenhaal die Hauptrolle des Billy Hope übernehmen wird und damit den ursprünglich für die Rolle vorgesehenen Eminem ersetzte. Gyllenhaal bereitete sich mit einem intensiven Training auf die Rolle des Boxers vor, das täglich 2.000 Liegestütz und einen 13-Kilometer-Lauf beinhaltete. Zudem stand ein regelmäßiges Boxtraining auf dem Trainingsplan. Gyllenhaal sagte später, dass Southpaw wegen der durchlittenen Schmerzen für ihn ein äußerst erinnerungswürdiger Film bleiben wird.
Am 7. August 2014 wurde der Einsatz von Beau Knapp als Hopes bester Freund Jon Jon bekannt. Einen Tag später folgte die Bestätigung von Naomie Harris in der Rolle Angela Rivera.

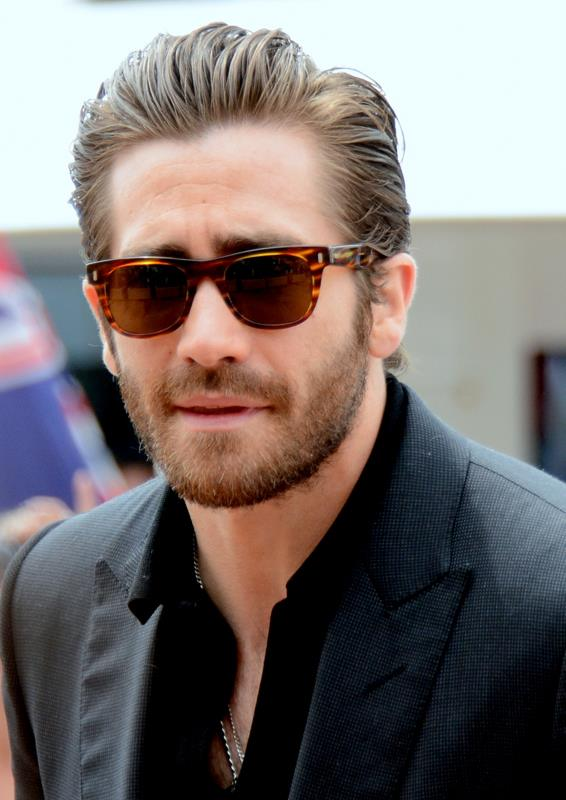
Jake Gyllenhaal (2015)
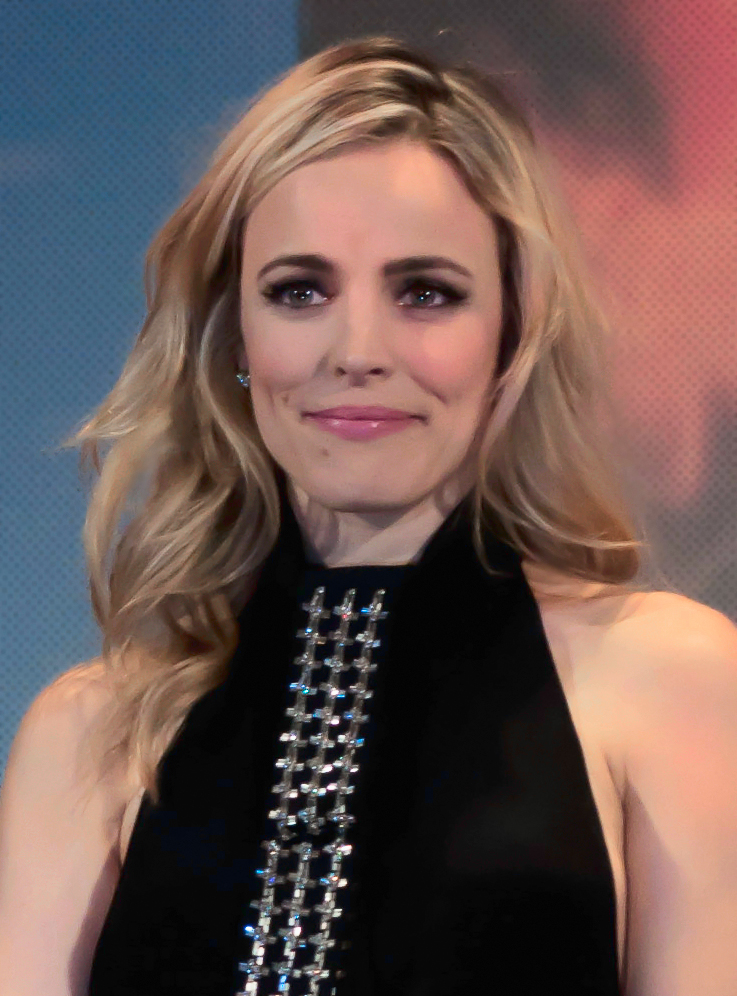
Rachel McAdams (2012)
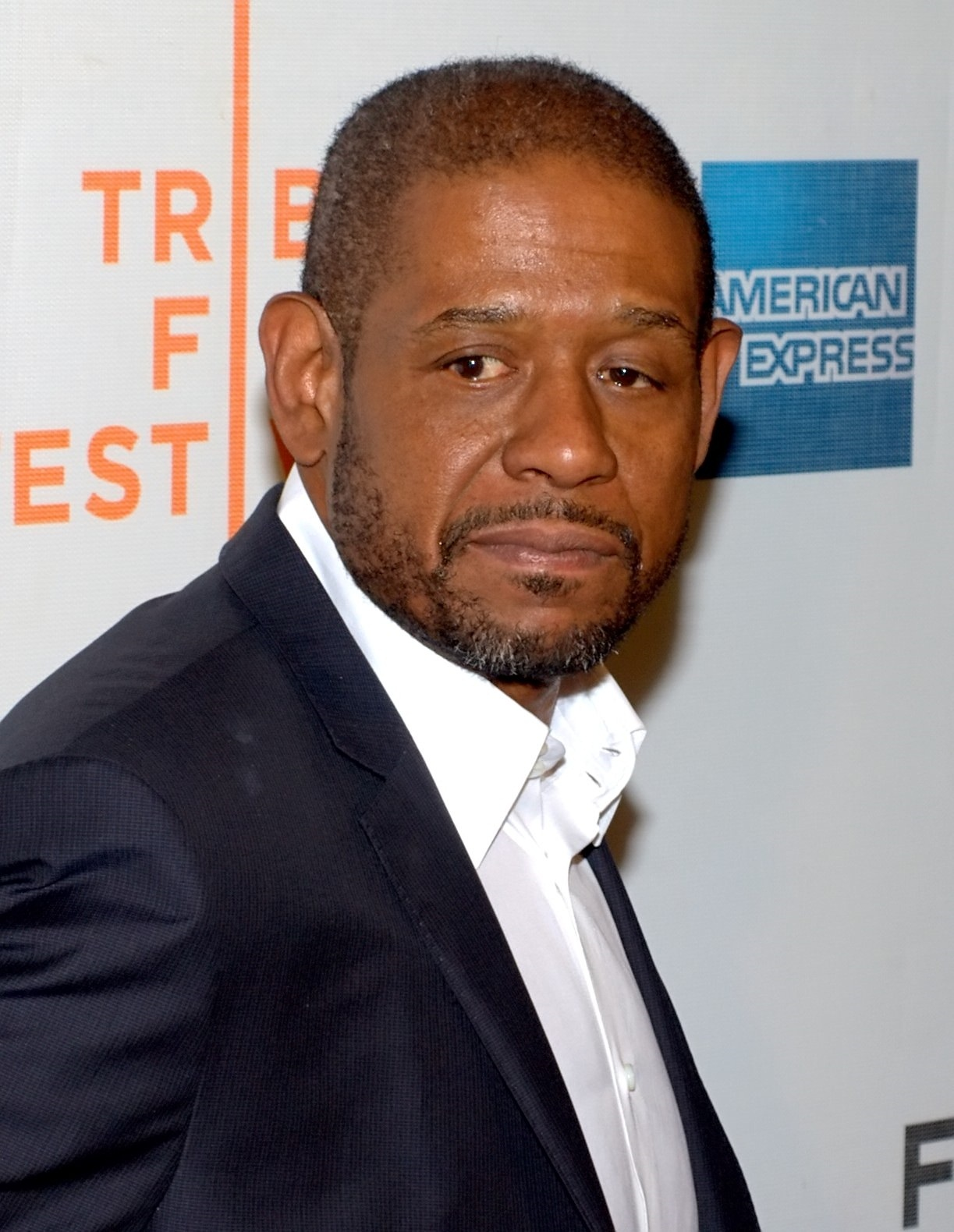
Forest Whitaker (2010)
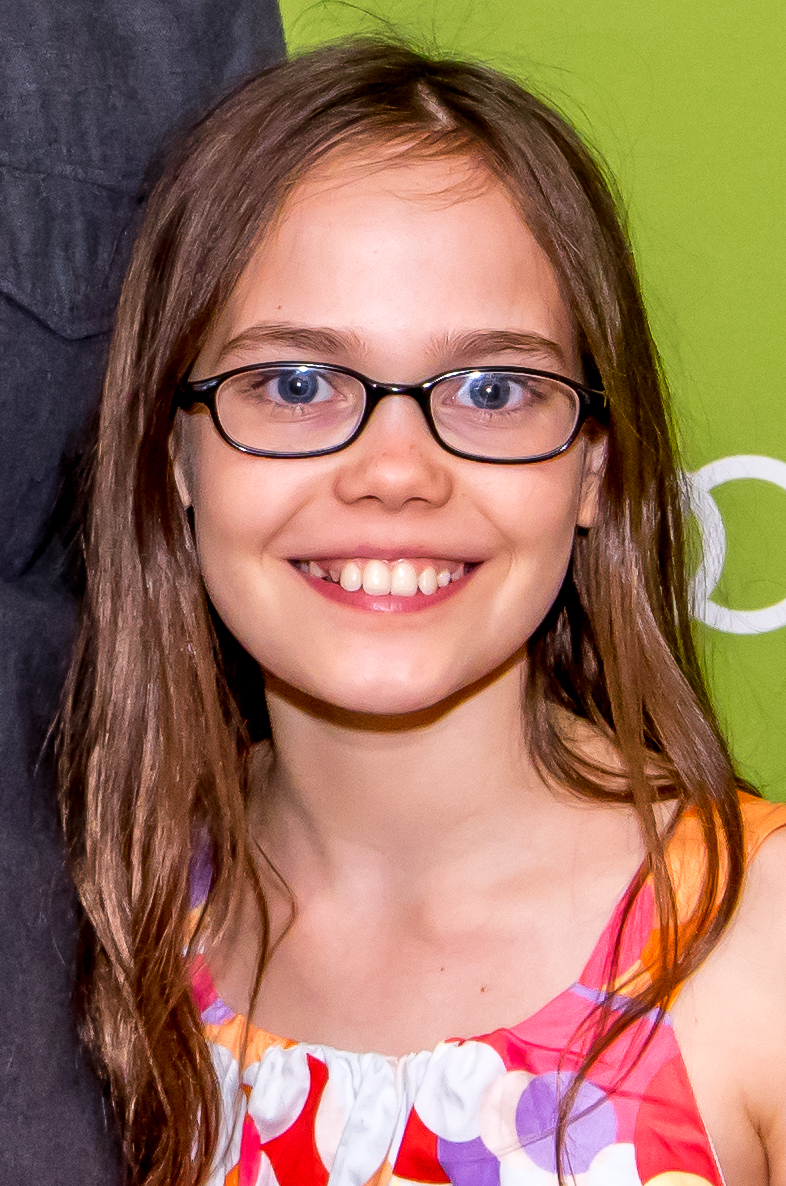
Oona Laurence (2015)
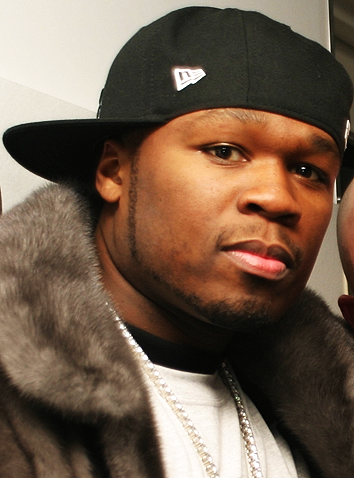
Der Rapper 50 Cent (2006)
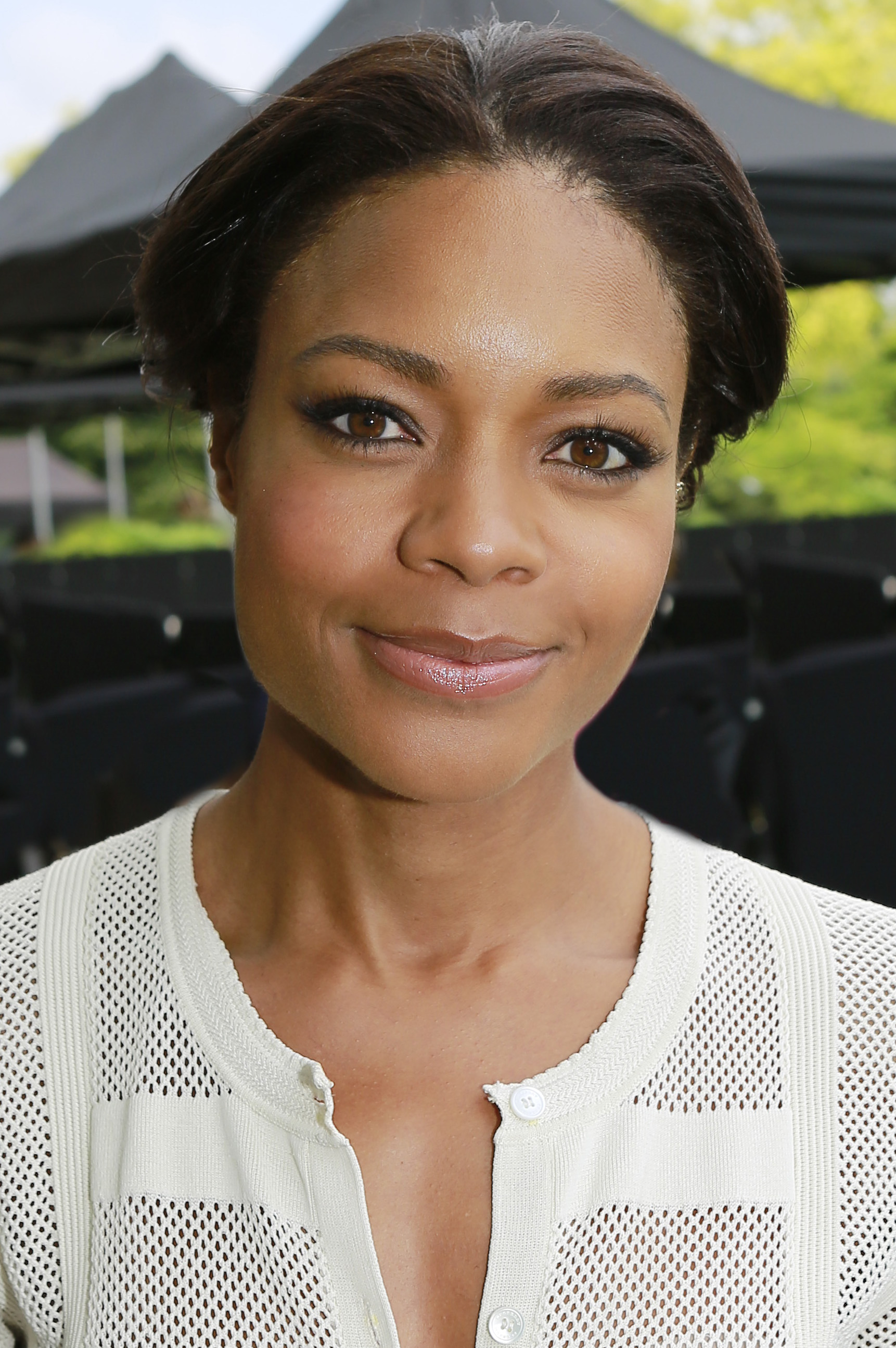
Naomie Harris (2014)

### Dreharbeiten
Die Dreharbeiten hatten am 16. Juni 2014 begonnen und fanden in Pittsburgh, Indiana (Pennsylvania) und in New York statt.

## Rezeption

### Kritiken
Der Film konnte 60 Prozent der Kritiker bei Rotten Tomatoes überzeugen.
Carsten Baumgardt von filmstarts.de urteilt: „Das energiegeladene Boxer-Melodram strotzt nur so vor Kraft und ist dabei trotz zahlreicher Klischees auch immer wieder berührend.“ Filmfutter.com sagt: „Nicht nur sein aggressives Erscheinungsbild überrascht, nein, auch der Plot des Films erfährt eine ziemlich schnelle Wende von einem spannenden Sportfilm zu einem emotionalen Familiendrama.“ Kai Mihm von epd Film deutet hingegen einige Schwächen des Films an: „Der atmosphärischen Inszenierung, einem guten Drehbuch und einer hervorragenden Besetzung ist es zu verdanken, dass dieses Drama über einen abgehalfterten Boxer nicht in seinen Stereotypen erstarrt.“ Bei leinwandreporter.com kommt Southpaw nicht ganz so gut weg: „So mangelt es dem handwerklich sehr ordentlich umgesetzten Film einfach an spannenden Ideen, um aus ‘Southpaw’ das durchaus mögliche, starke Erlebnis zu machen.“
Allerdings wurde Gyllenhaal von vielen Seiten für die authentische Verkörperung des Boxers Billy Hope gelobt, der mit Southpaw seine nächste körperliche Herausforderung gesucht hat. So sagt Paul Bradshaw von gamesradar.com: „Jake Gyllenhaal gibt alles, was er kann, und liefert eine umwerfende Darbietung ab.“

### Auszeichnungen
Im Rahmen der Image Awards 2015 wurde Forest Whitaker für seine Rolle des Coaches als Bester Nebendarsteller nominiert.

### Einspielergebnis
Am ersten Wochenende nach dem Kinostart in den USA hatte Southpaw 16,7 Millionen US-Dollar eingespielt, nach acht Wochen waren es weltweit über 70 Millionen US-Dollar.

## Musik

### Filmmusik
Der Komponist der Filmmusik, James Horner, verstarb im Juni 2015 und damit vor dem Kinostart von Southpaw. Der Score war neben der Musik zur Neuverfilmung Die glorreichen Sieben (The Magnificent Seven) und 69 Tage Hoffnung (The 33) eines seiner letzten Werke. An der Musik arbeite Horner laut Aussage von Regisseur Antoine Fuqua kostenlos, weil er ein großer Fan des Films war und ihn besonders die Vater-Tochter Geschichte im Film beeindruckt hat. Horner steuerte auch zwei Stücke zum gleichnamigen Soundtrack-Album bei.

### Soundtrack
Der Southpaw-Soundtrack mit brachialer Musik in den Ringszenen wurde von dem Rapper Eminem produziert und bereits am 24. Juli 2015 und damit knapp einen Monat vor Kinostart veröffentlicht. In den US-Soundtrackcharts erreichte dieser Platz 5. Das Lied Phenomenal war einer der 74 Songs, die in die Shortlist für die Nominierungen in der Kategorie Bester Filmsong bei der Oscarverleihung 2016 aufgenommen wurden.
| Nr. | Titel |                               | Länge |
| --- | --- | ----------------------------- | ----- |
| 1.  | Cry For Love (Part 1) (James Horner)                                                                       |                               | 1:27  |
| 2.  | Kings Never Die (Eminem featuring Gwen Stefani)                                                            | The New Royales               | 4:56  |
| 3.  | Beast (Southpaw Remix) (Rob Bailey & The Hustle Standard featuring Busta Rhymes, KXNG CROOKED & Tech N9ne) |                               | 4:39  |
| 4.  | This Corner (Denaun)                                                                                       | Mr. Porter                    | 3:53  |
| 5.  | What About The Rest Of Us? (Action Bronson & Joey Bada$$ featuring Rico Love)                              |                               | 4:12  |
| 6.  | Raw (Bad Meets Evil)                                                                                       |                               | 3:40  |
| 7.  | R.N.S. (Slaughterhouse)                                                                                    | AraabMuzik, Just Blaze        | 3:39  |
| 8.  | Wicked Games (The Weeknd)                                                                                  | Doc McKinney, Illangelo       | 5:24  |
| 9.  | All I Think About (Bad Meets Evil)                                                                         | Eminem, Luis Resto            | 6:12  |
| 10. | Drama Never Ends (50 Cent)                                                                                 |                               | 3:16  |
| 11. | Mode (PRhyme featuring Logic)                                                                              | DJ Premier                    | 3:01  |
| 12. | Notorious Thugs (The Notorious B.I.G. featuring Bone Thugs-n-Harmony)                                      | Stevie J, Sean Combs          | 6:07  |
| 13. | Phenomenal (Eminem)                                                                                        | DJ Khalil, Eminem, Luis Resto | 4:43  |
| 14. | Cry For Love (Part 2) (James Horner)                                                                       |                               | 1:33  |

## Synchronisation
Die deutschsprachige Synchronisation entstand bei der TaunusFilm Synchron. Für Dialogbuch und -regie des Films war Gerrit Schmidt-Foß verantwortlich.
| Rolle                  | Originalsprecher | Deutscher Sprecher    |
| ---------------------- | ---------------- | --------------------- |
| Billy Hope             | Jake Gyllenhaal  | Marius Clarén         |
| Maureen Hope           | Rachel McAdams   | Ranja Bonalana        |
| Tick Wills             | Forest Whitaker  | Tobias Meister        |
| Leila Hope             | Oona Laurence    | Léa Mariage           |
| Jordan Mains           | 50 Cent          | Tobias Kluckert       |
| Hoppy                  | Skylan Brooks    | Marco Eßer            |
| Angela Rivera          | Naomie Harris    | Vera Teltz            |
| Ramone                 | Victor Ortiz     | Gerrit Schmidt-Foß    |
| Jon Jon                | Beau Knapp       | Julien Haggége        |
| Miguel „Magic“ Escobar | Miguel Gomez     | Martin Kautz          |
| Mikey                  | Dominic Colón    | Tim Sander            |
| Eli Frost              | Jose Caraballo   | Tim Knauer            |
| Gabe                   | Malcolm M. Mays  | Leonhard Mahlich      |
| Jim Lampley            | Jim Lampley      | Reinhard Kuhnert      |
| Maria Escobar          | Rita Ora         | Tanya Kahana          |
| Richterin Kayle        | Patsy Meck       | Katarina Tomaschewsky |
| Roy Jones Jr.          | Roy Jones Jr.    | Rainer Doering        |
| Stuart Korman          | Charles Hoyes    | Frank-Otto Schenk     |